# Jared Newson
Jared „Air“ Newson (* 26. September 1984 in Belleville, Illinois) ist ein US-amerikanischer Basketballspieler.

## Karriere
Bis Ende der Saison 2006/07 stand Newson bei den Bayer Giants Leverkusen unter Vertrag. Dort spielte er auf der Position des Small Forward und stand auch in der Starting Five der Giants. Bevor er nach Leverkusen kam, spielte er auf der University of Tennessee at Martin (USA), dort führte er sein Team in Punkten an (18,8 Punkte pro Spiel). Aufgrund dieser Leistungen wurde Newson im Jahre 2006 vom NBA-Team Memphis Grizzlies für die Summer Pro-Am League verpflichtet. In der Saison 2006/07 entwickelte er sich zu einem der Leistungsträger der Bayer Giants und wurde sogar All-Star, außerdem konnte er beim BBL All-Star-Day 2007 die deutschen Dunking-Meisterschaften gewinnen.
Im Sommer 2007 spielte er abermals in der NBA Summer League für das Team der Dallas Mavericks und erreichte einen Schnitt von 2,8 Punkten pro Partie in 5 Spielen. Am 1. Oktober 2007 erhielt er von Dallas einen Free Agent-Vertrag und gehörte zum 18 Spieler umfassenden Kader der Mavericks, mit dem er die Preseasonspiele absolvierte. Am 24. Oktober wurde er allerdings vom Team aus Dallas wieder entlassen.
Nach einigen Wochen, die er in Polen verbrachte, beendete Jared Newson die Saison 2007/08 bei den Cairns Taipans in der australischen NBL (National Basketball League). Im Juli 2008 unterschrieb er einen 2-Jahres-Vertrag bei den Brose Baskets Bamberg und kehrt damit in die Basketball-Bundesliga zurück. Allerdings konnte er sich in Bamberg nie durchsetzen und verbrachte die meiste Zeit der Saison auf der Bank. Im Sommer 2009 einigte man sich schließlich darauf den Vertrag aufzulösen. Newson wechselte wieder zurück in die USA und unterschrieb einen Vertrag bei den Bakersfield Jam in der NBA Development League für die Saison 2009/2010. Im Januar 2010 wechselte er im Rahmen eines Trades zu den Sioux Falls Skyforce.
Nach seinen Engagements in der NBA D-League wechselte er wieder nach Europa und spielte seitdem für Joensuun Kataja in Finnland (2010 bis 2012) und Hyères-Toulon Var Basket sowie Saint-Vallier Basket Drôme in Frankreich. Nach dem sein Vertrag in Frankreich kehrte er Anfang 2014 nach Joensuu zurück.
Am 25. Oktober 2014 wurde Newson in die UT Martin Athletics Hall of Fame aufgenommen.